# Meliboeus brunneolus
Meliboeus brunneolus es una especie de escarabajo barrenador metálico del género Meliboeus, familia Buprestidae, orden Coleoptera.

## Taxonomía
Fue descrita por Obenberger en 1924 y publicada en Obenberger J. Kritische Stuien über die Buprestiden (Col.). Archiv für Naturgeschichte 90 (A) 3:1-171. (1924).